# Rotsee Regatta
De Rotsee Regatta is een grote internationale roeiwedstrijd, begin juli verroeid op de Rotsee bij Luzern in Zwitserland.
Vele jaren was de Rotsee Regatta de laatste grote test voor het wereldkampioenschap. Doordat het WK tegenwoordig later in het seizoen plaatsvindt dan een aantal jaren geleden, heeft de Rotsee Regatta wat aan belang ingeboet.